# Robert Lawson (Schriftsteller)
Robert Lawson (* 4. Oktober 1892 in New York City; † 26. Mai 1957 in Westport (Connecticut)) war ein US-amerikanischer Autor und Illustrator.

## Leben
Robert Lawson studierte von 1911 bis 1914 an der New York School of Fine and Applied Arts. Sein erstes Atelier hatte er 1914 in Greenwich Village. Dort schuf er Illustrationen, Bühnenbilder und Ähnliches. Im Ersten Weltkrieg war er bei einer Tarnungseinheit, im September 1919 erschienen einige von Sidney Sime beeinflusste Illustrationen Lawsons in The Century Magazine, für das er auch später noch arbeitete. 1922 illustrierte er sein erstes Buch, Little Prince Too Fat. Für die Zeit von 1922 bis in die 1930er Jahre gibt es kaum Zeugnisse für Lawsons Schaffen, danach begann er, zahlreiche Kinderbücher zu illustrieren. Seine Bilder für The Wee Men From Ballywooden, From the Horn of the Moon und The Roving Lobster von Arthur Mason erinnern stilistisch an Werke von John R. Neill und Dorothy Lathrop. 1936 erschien Munro Leafs Story of Ferdinand, 1938 Richard Atwaters Mr. Potter's Penguins, 1944 Rabbit Hill und 1951 McWhinney's Jaunt.
Lawson illustrierte etwa 40 Kinderbücher und schrieb – ab 1939 – 17 eigene. Sein erstes Buch hieß Ben and Me und behandelt die Freundschaft von Benjamin Franklin zu einer Maus. Das Kinderbuch wurde von Walt Disney 1953 als Ben und Ich verfilmt.
Im Jahr 1941 erhielt er den Caldecott Award für They Were Good and Strong, 1945 den Newbery Award für Rabbit Hill. Er war der einzige der Autoren und Illustratoren seiner Zeit, der beide Awards gewann.
Viele der Bücher, die Lawson schrieb oder illustrierte, handelten von Tieren. Vor allem Kaninchen zeichnete Lawson häufig. Eines der bekanntesten Werke, die Lawson bebilderte, ist Richard Atwaters Bestseller Mr. Poppers Pinguine. Viele Werke Lawsons erscheinen nach wie vor im Druck.
Ein großer Teil seines Nachlasses befindet sich unter dem Titel Robert Lawson Papers bzw. der Sammlungsnummer CLRC-46 in den University of Minnesota Libraries Children’s Literature Research Collections. Enthalten sind Dokumente aus der Zeit von 1932 bis 1956, darunter Materialien zur Entstehungsgeschichte von 16 Büchern.
Robert Lawson wurde auf dem Mountain Grove Cemetery in Bridgeport (Connecticut) bestattet. Jedes Jahr findet eine Konferenz für Kinder- und Jugendbuchillustratoren und -autoren in Bridgeport statt. Sie wurde zu Lawsons Ehren „Rabbit Hill Festival of Literature“ genannt.
In deutscher Sprache erschienen die Bücher Der Mann, der mit dem Elefanten sprach, Ein rauher Winter und Glückliche Tage.